# Episodi di A cuore aperto (quinta stagione)
La quinta stagione della serie televisiva A cuore aperto, composta da 23 episodi, è stata trasmessa dal canale 
NBC dal 24 settembre 1986 al 27 maggio 1987.
| nº | Titolo originale                   | Titolo italiano | Prima TV USA      | Prima TV Italia |
| -- | ---------------------------------- | --------------- | ----------------- | --------------- |
| 1  | Where There's Hope, There's Crosby |                 | 24 settembre 1986 |                 |
| 2  | When You Wish Upon a Scar          |                 | 1º ottobre 1986   |                 |
| 3  | A Room with a View                 |                 | 8 ottobre 1986    |                 |
| 4  | Brand New Bag                      |                 | 15 ottobre 1986   |                 |
| 5  | You Beta Your Life                 |                 | 29 ottobre 1986   |                 |
| 6  | Not My Type                        |                 | 5 novembre 1986   |                 |
| 7  | Up and Down                        |                 | 12 novembre 1986  |                 |
| 8  | Nothing Up My Sleeve               |                 | 19 novembre 1986  |                 |
| 9  | After Life                         |                 | 26 novembre 1986  |                 |
| 10 | Once Upon a Mattress               |                 | 3 dicembre 1986   |                 |
| 11 | Lost Weekend                       |                 | 10 dicembre 1986  |                 |
| 12 | Cold War                           |                 | 7 gennaio 1987    |                 |
| 13 | Russian Roulette                   |                 | 14 gennaio 1987   |                 |
| 14 | Visiting Daze                      |                 | 21 gennaio 1987   |                 |
| 15 | Getting Ahead                      |                 | 28 gennaio 1987   |                 |
| 16 | Jose, Can You See?                 |                 | 4 febbraio 1987   |                 |
| 17 | Schwarzwald                        |                 | 11 febbraio 1987  |                 |
| 18 | You Again?                         |                 | 18 febbraio 1987  |                 |
| 19 | Rites of Passage                   |                 | 25 febbraio 1987  |                 |
| 20 | Women Unchained                    |                 | 4 marzo 1987      |                 |
| 21 | Good Vibrations                    |                 | 13 maggio 1987    |                 |
| 22 | Slip Sliding Away                  |                 | 20 maggio 1987    |                 |
| 23 | Last Dance at the Wrecker's Ball   |                 | 27 maggio 1987    |                 |